# Аседера (Бадахос)
Аседера (ісп. Acedera) — муніципалітет в Іспанії, у складі автономної спільноти Естремадура, у провінції Бадахос. Населення — 818 осіб (2010).
Муніципалітет розташований на відстані близько 220 км на південний захід від Мадрида, 120 км на схід від Бадахоса.
На території муніципалітету розташовані такі населені пункти: (дані про населення за 2010 рік)
- Аседера: 142 особи
- Лос-Гуадальпералес: 676 осіб

## Демографія
Динаміка населення (INE ):